# Len St. Jean
Len St. Jean (Newberry, Michigan; 27 de octubre de 1941-27 de mayo de 2025) fue un jugador estadounidense de fútbol americano que jugó diez temporadas en la NFL con los New England Patriots en la posición de guard.

## Carrera
A nivel universitario jugó para los Northern Michigan Wildcats, equipo con el que ganó los honores de NAIA All-American. Fue seleccionado por los Green Bay Packers en la ronda 17 del Draft de la NFL de 1964, pero decidió unirse a los Patriots, que lo eligieron en la novena ronda del Draft de la AFL de 1964.
St. Jean inició su carrera en Boston como guard defensivo, pero luego pasó a jugar a la ofensiva en 1966. Jugó 140 partidos en sus 10 temporadas con los Patriots y fue seleccionado al AFL All-Star en 1966, además de integrar el equipo de la década de los años 1960 de los Patriots (AFL). Se ganó el apodo de «Boston Strong Boy» por su fuerza en el campo.

## Tras el retiro
Luego de retirarse del fútbol americano, St. Jean trabajó en ventas en electrónica para All-American Semiconductor.
St. Jean también jugó para los Patriots Basketball cuando no había temporada, el cual era un grupo de jugadores de Boston que vivían en el área de Nueva Inglaterra. También escribió un logro de poesía sobre el fútbol americano.
St. Jean pasó a ser miembro del Northern Michigan Athletics Hall of Fame en 1976.